# Leawood
Leawood – wieś w Stanach Zjednoczonych, w stanie Missouri, w hrabstwie Newton.